# Coregonus bavaricus
Coregonus bavaricus és una espècie de peix de la família dels salmònids i de l'ordre dels salmoniformes que es troba a Europa: llac Ammersee (Alemanya).